# Rubus mandonii
Rubus mandonii es una especie de planta del género Rubus, perteneciente a la familia Rosaceae.

## Taxonomía
Rubus mandonii fue descrita por Wilhelm Olbers Focke en 1874.

## Distribución
Se encuentra en el territorio de Bolivia.